# Wagneronota aratae
Wagneronota aratae là một loài bọ cánh cứng trong họ Meloidae. Loài này được Berg miêu tả khoa học năm 1883.